# Boogiewoogie (piano)
Boogiewoogie is een pianospeelstijl ontstaan aan het eind van de 19e eeuw in de Verenigde Staten. Het is een opwindende, ritmische pianoblues, waarbij de linkerhand een zeer strak ritme speelt en de rechterhand allerlei bluesloopjes in verschillende maatvoering mag spelen. Die gesyncopeerde stijl kwam in die tijd ook via de ragtime in de belangstelling.

## Voorbeelden
- Typische boogiewoogiebaslijn (thema in de bas, de linkerhand op de piano)

Geluid: Boogiewoogiebaslijnⓘ

In notenschrift

- Bluesloopje

Geluid: "Texas & Pacific", boogiewoogiebaslijn voor een blues van 12 maten in Gⓘ

Genoteerde standaard van "Texas & Pacific"

## Geschiedenis
Een "geboortedatum" van de stijl is - net als bij blues - niet precies te bepalen. Grofweg kan men stellen dat tussen 1870 (kort na de afschaffing van de slavernij) en 1920 de muziek zich in verschillende gedaanten manifesteerde. Boogiewoogie ontstond en ontwikkelde zich in de Afro-Amerikaanse gemeenschap. De pianisten die deze stijl beheersten waren zeer geliefd, omdat ze naast het spelen van boogiewoogie ook verhalen vertelden, nieuwtjes doorgaven en diverse volksliedjes konden zingen. Hierdoor waren ze gevrijwaard van het vele geweld van toen en konden ze tamelijk ongestoord rondreizen.
Optreden deden ze in goedkope kroegen, barrelhouses of juke joints genaamd, waar gedanst en feestgevierd kon worden. Tijdens die grote feesten zou de boogiewoogiestijl zijn ontstaan. Anderen schrijven ook aan de trein, met name de cadans van de wielen, een rol toe in het ontstaan van deze muziek. Velen hadden een zwervend bestaan als landarbeider en liftten vaak mee op de goederentreinen. Een feit is dat in veel bluessongs de trein een belangrijk onderwerp is.
Een ander belangrijk punt is dat onder de akoestische (begeleidings)instrumenten een piano een veel groter volume had dan een gitaar. Daardoor werd de piano veel gebruikt. Verder werd ook de muziekvorm ragtime als basis voor deze "nieuwe" pianospeelstijl gebruikt.
Pas na 1920 kwam de term "boogiewoogie" in zwang. Met de opkomst van elektriciteit en opnametechnieken werd het werk van veel boogiewoogiepianisten vastgelegd. In de volgende jaren zou deze muziek een snelle opmars beleven, ook bij blanke luisteraars.

## Bekende pianisten

### Nederland
- Rob Agerbeek
- Pia Beck
- Jaap Dekker
- Hein van der Gaag
- Martin Gale
- Rob Hoeke
- Eric-Jan Overbeek
- Eeco Rijken Rapp
- Martijn Schok
- Roel Spanjers
- Jeroen Sweers
- André Valkering
- Martienes de Wit

### Buitenland
- Albert Ammons
- Matthew Ball
- Mr. Bloe
- Jimmy Blythe
- Cow Cow Davenport
- Champion Jack Dupree
- William Ezell
- Jörg Hegemann
- Pete Johnson
- Ladyva
- Jerry Lee Lewis
- Meade Lux Lewis
- Jay McShann
- Big Maceo Merriweather
- Freddie Slack
- Memphis Slim
- Clarence 'Pinetop' Smith
- Roosevelt Sykes
- Luca Sestak
- Silvan Zingg
- Bob Zurke
- Axel Zwingenberger